# 운산군 (왕족)
운산군 이계(雲山君 李誡, 1453년 ~ 1510년 12월 17일)은 조선 전기의 왕족으로 조선 세종대왕의 다섯째 서자인 밀성군 이침(密城君 李琛)의 아들이다. 본관은 전주이고, 이름은 계(誡)이고 자(字)는 신옹(愼翁), 시호는 공소(恭昭)이다.
세조의 총애를 받아 그로부터 직접 글과 학문을 배웠다. 운산정(雲山正)에 제수되었다가 정의대부로 승진하고, 1468년에는 군으로 진봉되었다. 1504년 갑자사화에 연루되어 유배될 위기에 몰렸으나 연산군의 변호로 무사하였고, 1506년 중종 반정에 참여하여 병충분의익운정국공신 2등(秉忠奮義翊運靖國功臣二等)에 녹훈되었다. 두번째 부인은 송강 정철의 대고모가 된다.

## 생애
밀성군 침이고 어머니는 풍덕군부인 여흥민씨이다. 자는 신옹(愼翁), 시호는 공소(恭昭)이다.
처음에 운산정(雲山正)에 제수되었고 12세에 정의대부(正義大夫)를 제수받고, 세조의 총애를 받아 세조에게 직접 사서(史書)와 경서(經書)를 배웠다. 그뒤 계천령(溪川令)에 봉해졌다가 1461년 계천감(溪川監)이 되고, 세조는 미성년자인 그를 승헌대부(承憲大夫)로 승진시켰다. 1468년(세조 13) 다시 계천령(溪川令)에 봉해졌다가 1468년(예종 1) 10월 운산군(雲山君)에 봉해졌으며 1480년(성종 11) 가덕대부로 승자되고, 성종 때 흥록대부로 승진한 뒤 이때부터 계속 종부시도제조직을 맡아보았다. 1495년(연산군 1) 현록대부가 되었다. 1499년(연산군 5) 흥록대부로 강작되고 종부시제조를 거쳐 종부시 도제조, 영문소전사(文昭殿), 영사옹원사(司饔院)를 겸직했다.
1504년(연산군 9) 누군가의 모함으로 갑자사화에 연루되어 유배가 거론되었으나 연산군의 옹호로 면죄되었다. 연산군 치세 후반, 연산군의 통치가 위태로워보였지만 손을 쓸수 없어 근심하다가 술만 마셨다. 1506년(연산군 11) 연산군을 실정의 이유로 폐위하고 이복동생 진성대군을 추대하는 박원종, 성희안 등의 중종반정에 가담하여 그 공으로 병충분의익운정국공신 2등(秉忠奮義翊運靖國功臣二等)에 책록되었다. 1509년 6월 종친부제조와 종부시제조, 사옹원제조를 겸직 임명되었다.
가벼운 병을 앓다가 1510년(중종 5) 12월 17일 정침에서 사망하였다. 중종은 그의 부음소식을 듣고 2일간 조회를 철조하였다. 바로 시호를 내려 공소라 하였다. 경순사상왈공(敬順事上曰恭), 조덕유노왈소(昭德有勞曰昭)이다.

### 사후
1511년(중종 6년) 3월 10일 처음 경기도 광주군 치서면(治西面) 사락리(蛇落里) 대덕원(大德原) 자좌(子坐)에 매장했다가 뒷날 아버지 밀성군 묘 뒷편 경기도 하남시 초이동 산4-1번지 언덕으로 이장되었다. 신도비문은 남곤이 짓고, 글씨는 김희수가 썼으며 관찰사 이언호가 새겼다. 뒷날 그의 묘는 2003년 11월 21일 하남향토유적 제6호로 지정되었다.
1519년(중종 14년) 10월 조광조가 위훈삭제를 할 때 대사간 이성동(李成童)과 함께 입계해 공이 없는 자들을 지목했는데 그 중 운산군도 끼어 있었다. 그러나 기묘사화 후 복작되었다. 충청북도 청원군 남이면 가마리에 아버지 밀성군을 모신 사당에 배향되었다.

## 가족관계
첫부인 신천군부인 현풍 곽씨는 딸만 1명을 두어 오천군부인 연일 정씨와 재혼하였다. 두번째 부인은 송강 정철의 증조부 정자숙의 딸이다.
- 아버지 : 밀성군 이침(密城君 李琛, 1430 ~ 1479)
- 어머니 : 풍덕군부인 여흥 민씨(1428 ~ 1497년 12월 4일) - 판윤(判尹) 증 찬성(贈 贊成) 민승서(閔承序)의 딸
  - 정부인 : 신천군부인 현풍 곽씨(信川郡夫人, ? ~ ?년 5월 22일) - 주부(主簿) 곽득륜(郭得倫)의 딸
    - 장녀 : 전주 이씨(? ~ 1509)
    - 사위 : 파평 윤씨 파천군(坡川君) 윤탕로(尹湯老)
      - 손자 : 윤진(尹珍, 1498 ~ 1545)
      - 손녀 : 전주 이씨 사직(司直) 이창인(李昌仁)의 처

  - 계부인 : 오천군부인 연일정씨(烏川郡夫人, 1459년 ~ 1511년 6월 29일), 군수(郡守) 정자숙(鄭自淑)의 딸
    - 장남 : 철성군 이갱(鐵城君 李鏗)
    - 며느리 : 문화 류씨 - 첨정(僉正) 류인유(柳仁濡)의 딸
      - 손자 : 평릉수(平陵守) 이호(李濠, 1498 ~ ?)
      - 손녀 : 남양 홍씨 감사(監司) 홍서주(洪敍疇)의 처

    - 차남 : 고성부정(固城副正) 이강(李鋼)
    - 장녀 : 평양 조씨 감찰(監察) 조신충(趙信忠)의 처
    - 차녀 : 은진 송씨 승사랑(承仕郞) 증 승지(贈 承旨) 송세영(宋世英)의 처

  - 측실 : 이름 미상
    - 서자 : 광성정(匡城正) 이전(李銓, 1493 ~ 1545)
    - 며느리 : 강릉 김씨 - 첨정(僉正) 김유악(金由岳)의 딸
      - 손녀 : 전주 이씨(1510 ~ ?) - 의령 남씨 군수(郡守) 남응로(南應老)의 처
      - 손자 : 광릉수(廣陵守) 이학수(李鶴壽, 1512 ~ ?년 4월 8일)
      - 손자 : 광원군(廣原君) 이구수(李耉壽, 1514 ~ 1577)

    - 서자 : 금계수(錦溪守) 이장(李鏘)

## 기타
밀성군은 이복동생 중 수춘군(壽春君)을 불쌍히 여겨 남몰래 제사를 지냈다 한다. 그리고 그 뒤에는 밀성군의 셋째아들인 수안군 상이 수춘군의 제사를 봉사하다가 그 후 1691년(숙종 17) 사육신 등이 신원되면서 수춘군도 신원, 복권되면서 수춘군의 봉사손을 정하는데 밀성군 집안에서 제사지낸 사연을 누군가 숙종에게 아뢰어 숙종은 밀성군 후손으로 입계함이 좋을 것 같다 하고 왕명을 내려 수안군을 수춘군의 후계로 삼게 했다 한다.

## 같이 보기
- 밀성군 침
- 풍덕군부인
- 이경여
- 이후여
- 남곤